# لينكس لايت
لينكس لايت هو توزيعة لينكس مبنية على أوبونتو من (الإصدار طويلة الأمد). صممه فريق من المبرمجين بقيادة جيري بيزينكون عام 2012.
تستخدم التوزيعة بيئة إكسفس مخصصة، وتعمل على النواة الرئيسة للينكس.
تهدف توزيعة لينكس لايت إلى جذب المبتدئين في لينكس ومستخدمي ويندوز، عبر تسهيل تجربة الانتقال من ويندوز إلى لينكس. ولتحقيق هذه الغاية، تحافظ التوزيعة على العديد من المميزات البصرية والوظيفية الموجودة في ويندوز، لتآلف مستخدمي ويندوز مع هذه البيئة. بالإضافة إلى ذلك، تسعى التوزيعة إلى "تبديد الخرافة القائلة بأن لينكس صعب الاستخدام"، من خلال تقديم تجربة سطح مكتب بسيطة وسهلة.

## معرض الصور

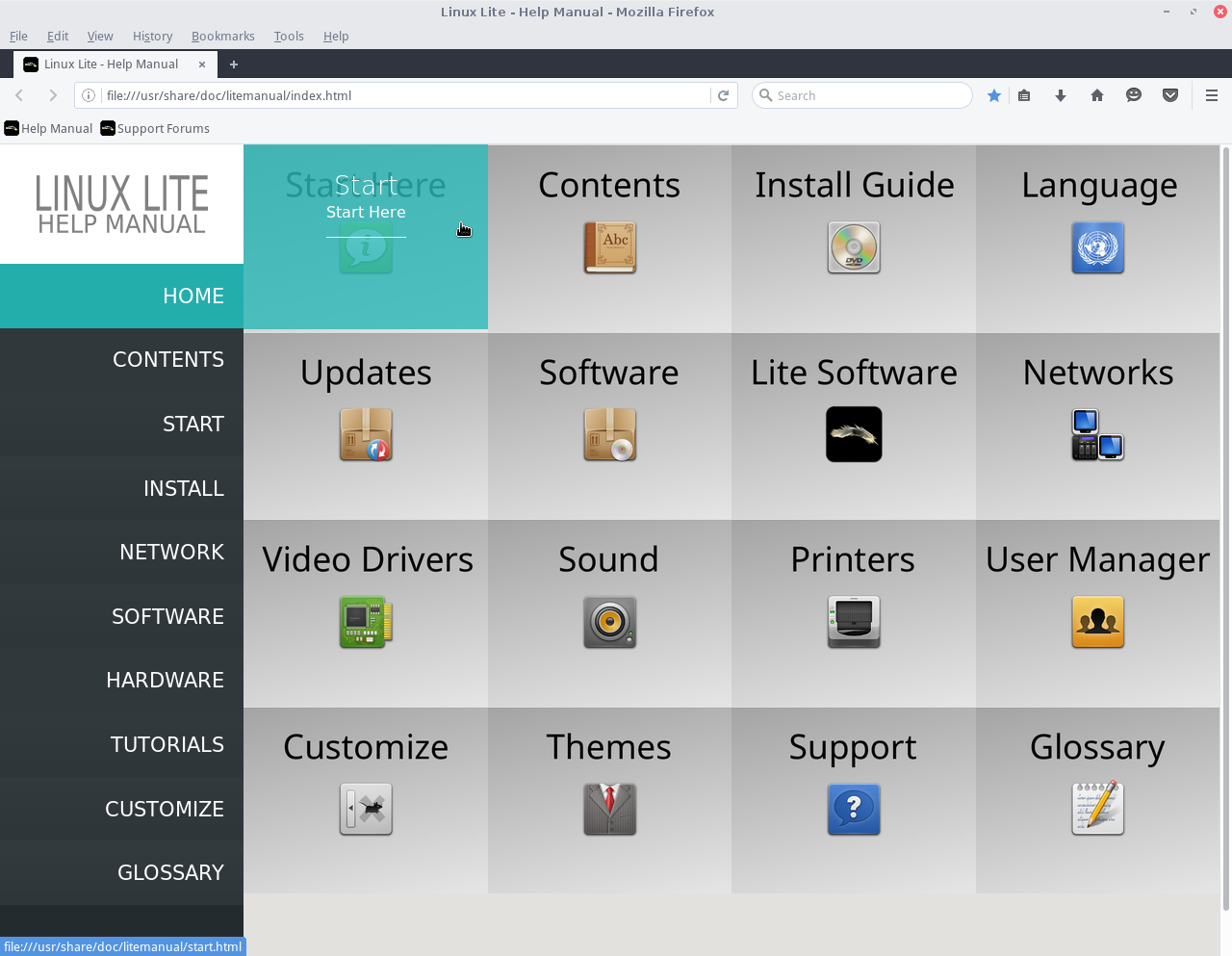
دليل المساعدة
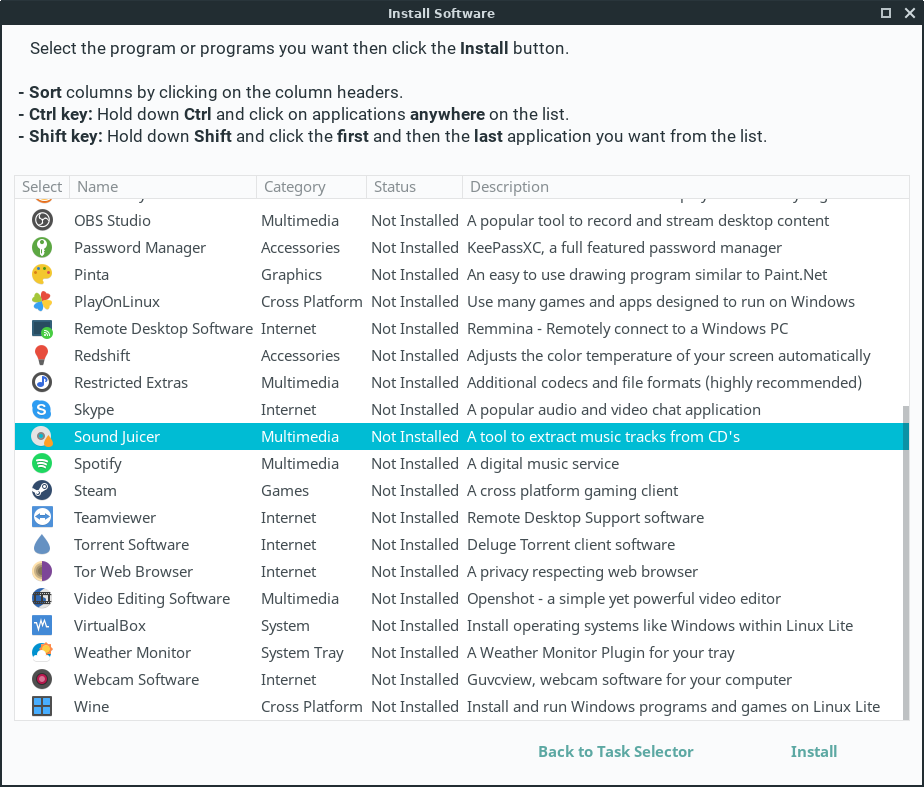
برنامج برمجية لايت (بالإنجليزية: Lite Software)‏ هو أداة موجودة في توزيعة لينكس لايت تُستخدم لتثبيت البرامج الشائعة بسهولة. هذه الأداة توفر للمستخدمين واجهة رسومية لتثبيت البرامج المفضلة مثل المتصفحات وبرامج الوسائط المتعددة وغيرها دون الحاجة لاستخدام الأوامر في الطرفية.